# Mały Murań
Mały Murań (słow. Malý Muráň, Veľký kôň Kôň, ok. 1356 m) – skalista kulminacja w słowackich Tatrach Bielskich, położona w ich grani głównej po północno-zachodniej stronie Murania. Znajduje się pomiędzy Czerwoną Skałką Murańską a Skrajną Murańską Przełęczą, oddzielającą go od Murania. Na północny wschód do Doliny Międzyściennej opada ścianą o wysokości około 80 m i szerokości 200 m w podstawie. Na południowy zachód do Doliny Jaworowej z Małego Murania również opada ściana. Ma wysokość około 120 m, ale nie jest tak stroma, ponadto jest rozczłonkowana. Dolną część południowo-wschodniej grani Małego Murania stanowi przechylona płyta skalna kilkudziesięciocentymetrowej szerokości, nazywana Murańskim Koniem – stąd pochodzi słowacka nazwa szczytu.
Mały Murań jest dobrze widoczny z Polany pod Muraniem (zwanej też Gałajdówką). Szczyt ten jest pierwszym od zachodu skalistym wzniesieniem w grani głównej Tatr Bielskich. Po raz pierwszy jego nazwę wymienił Stanisław Eljasz-Radzikowski w 1893 roku.
Przejście granią ze Skrajnej Murańskiej Przełęczy do Siodła za Rogową zajmuje 30–45 minut w trudnościach od 0 do II w skali tatrzańskiej i w dużej ekspozycji. Jest to jednak zamknięty dla turystów i taterników obszar ochrony ścisłej.

## Przypisy

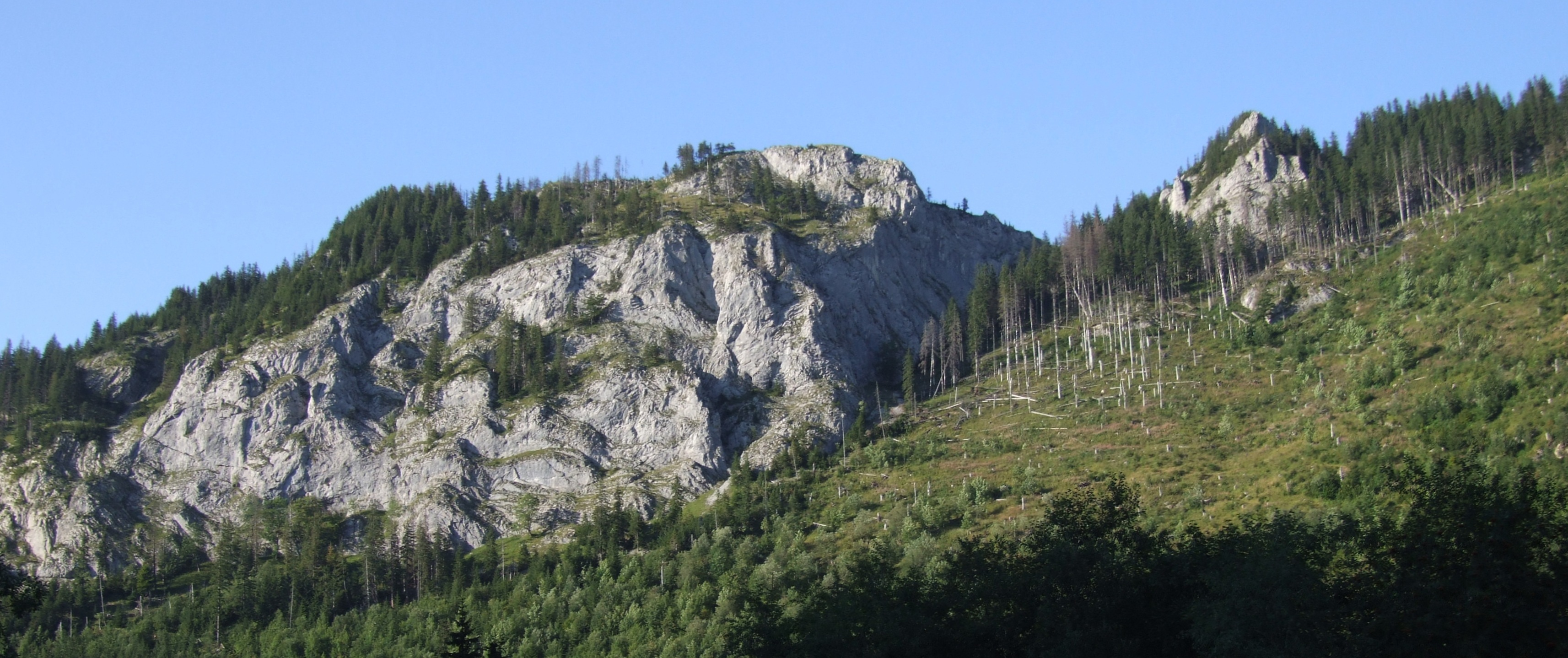
Mały Murań, widok z Doliny Jaworowej